# Sinseol-dong (métro de Séoul)
Sinseol-dong (hangeul : 신설동 ; hanja : 新設洞) est une station de correspondance, entre la ligne 1, la ligne 2 et la Ligne Ui LRT du métro de Séoul. Elle est située sur la Wangsan-ro, dans le quartier Sinseol-dong, de l'arrondissement de Dongdaemun-gu, à Séoul en Corée du Sud.
Ouverte en 1974, sur la ligne 1, elle devient une station de correspondance en 1980, puis une double station de correspondance en 2017. Elle est desservie : par les services omnibus et express de la ligne 1, par le service omnibus de la ligne 2 et par le service omnibus de la ligne Ui LRT.

## Situation sur le réseau

Plan du réseau (2023)

Établie en souterrain, Sinseol-dong est une station de correspondance entre la ligne 1, ligne 2 et la Ligne Ui LRT du métro de Séoul,, : 
sur la ligne 1, établie en souterrain, Sinseol-dong est située entre la station 	Dongmyo, en direction du terminus-ouest Incheon, ou du terminus sud-ouest Sinchang via la station de bifurcation Guro, et la station Jegi-dong, en direction du terminus nord-est Yeoncheon ; 
sur la ligne 2, établie en souterrain, Sinseol-dong est le terminus nord de la branche Seongsu, avant la station Yongdu, du terminus sud de la branche Seongsu également station de correspondance avec la ligne circulaire de la ligne 2 ; 
sur la Ligne Ui LRT , établie en souterrain, Sinseol-dong est le terminus sud de la ligne, avant la station Bomun, en direction du terminus nord Bukhansan Ui.

## Histoire
La station Sinseol-dong est mise en service le 15 août 1974, sur la ligne 1 du métro de Séoul, lors de l'ouverture à l'exploitation des 9,54 km de la station Gare de Séoul à la station Cheongnyangni.
Le 31 octobre 1980 elle devient une station de correspondance lors de la mise en service de la première section de ligne 2 du métro de Séoul, entre Sinseol-dong et Complexe sportif,. 
Le 2 septembre 2017 la ligne Ui LRT vient renforcer la fonction correspondance de la station,,.

## Services aux voyageurs

### Accès et accueil
La station est située sous la Wangsan-ro, au carrefour avec la Bomun-ro et la Cheonho-daero, dans le quartier Sinseol-dong. Les trois lignes sont en souterrain à des niveaux de profondeur différents. Elle dispose de douze accès-sorties, numérotés de 1 à 2, avec la surface. Les relations piétonnes entre les différents niveaux du sous-sol et avec la surface disposent d'escaliers, d'escaliers mécaniques et d'ascenseurs. La station est équipée d'automates pour l'achat de titre de transport, identiques à ceux utilisés sur l'ensemble du métro de Séoul, de tourniquets pour le contrôle et des toilettes.

### Desserte

#### Station ligne 1
Sinseol-dong, est une station de correspondance qui dispose d'un quai central équipé de portes palières et est desservie par les rames omnibus et express qui circulent sur la ligne 1.

Installations
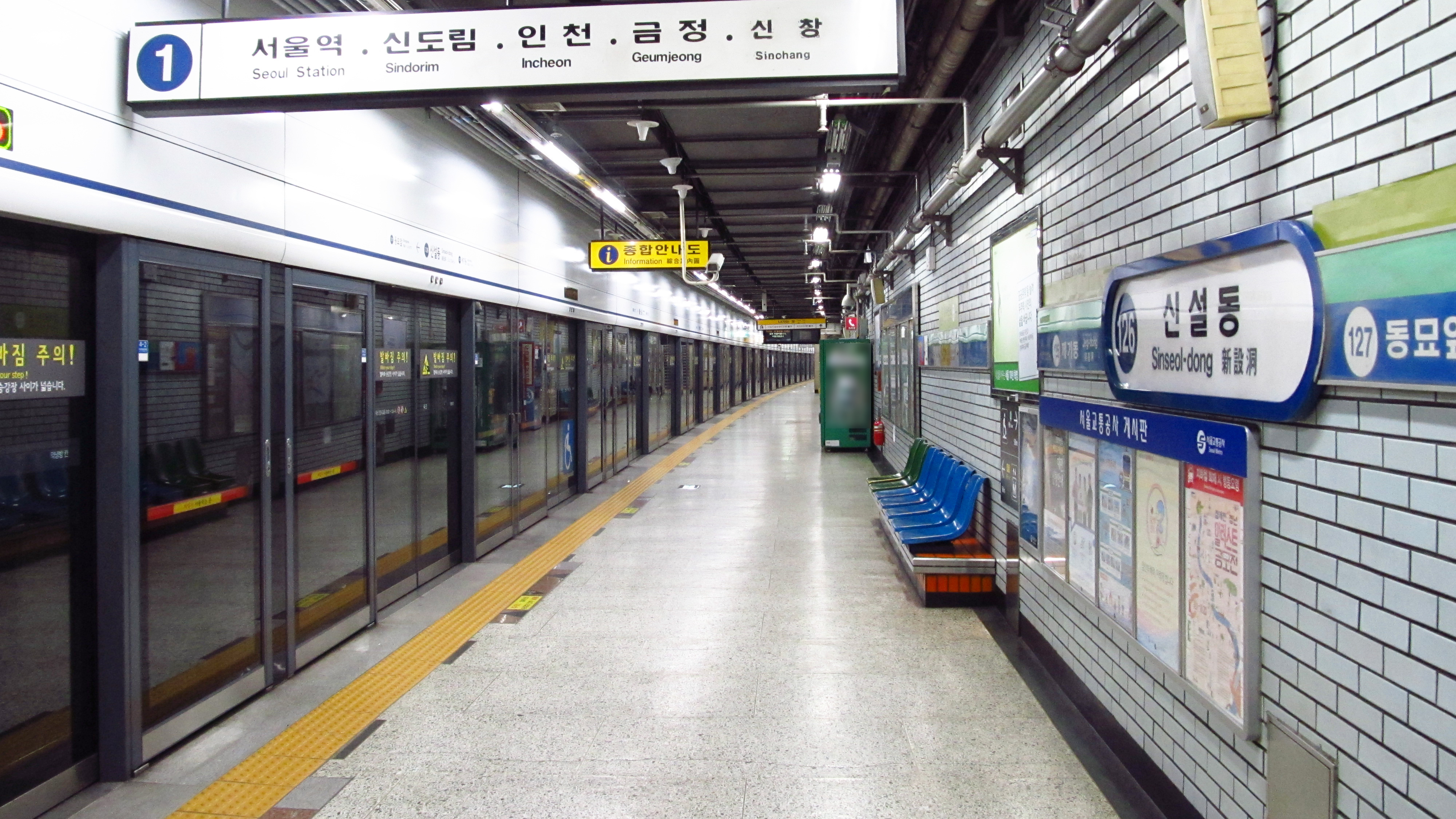
En 2018.
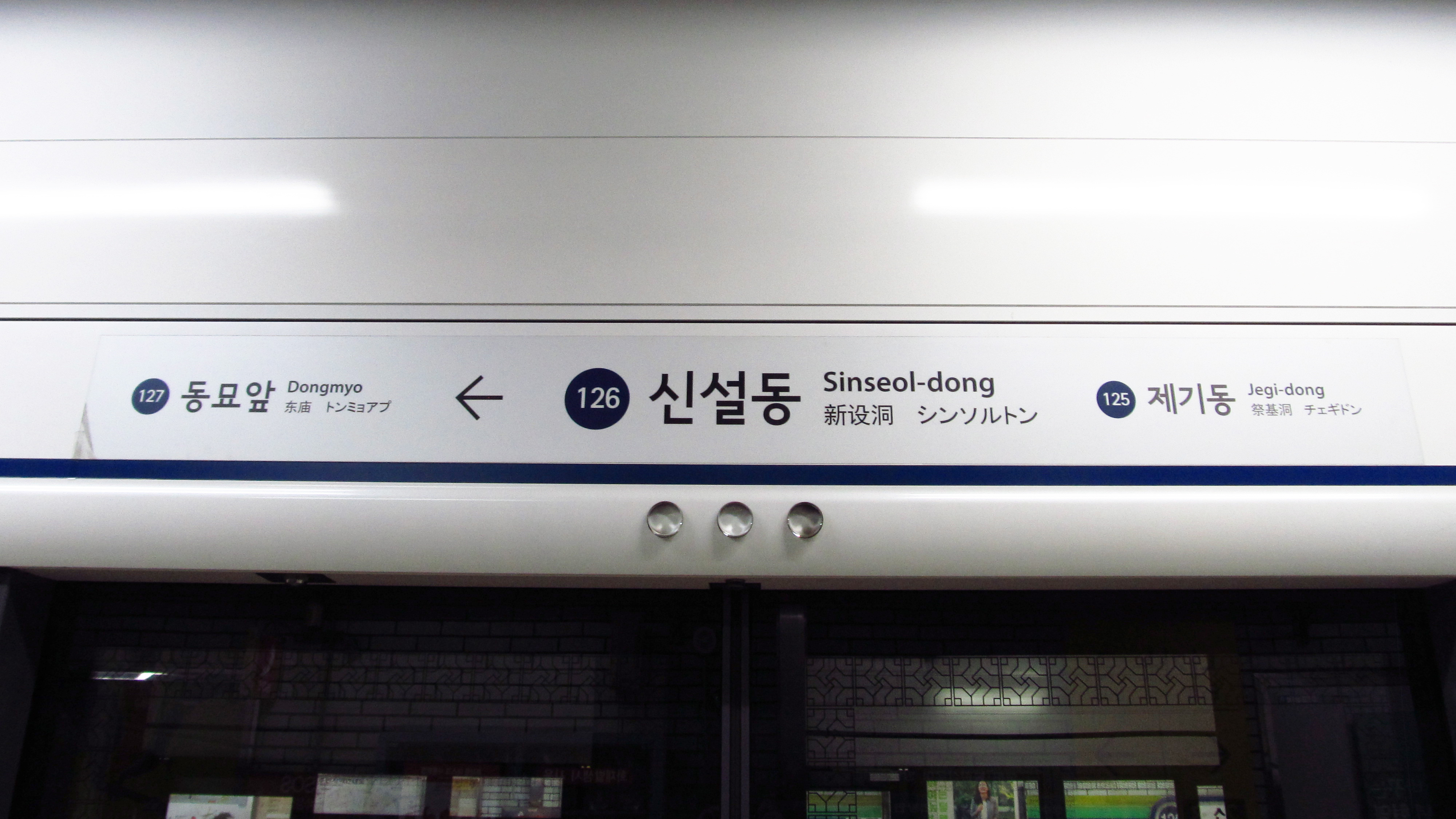
En 2018.
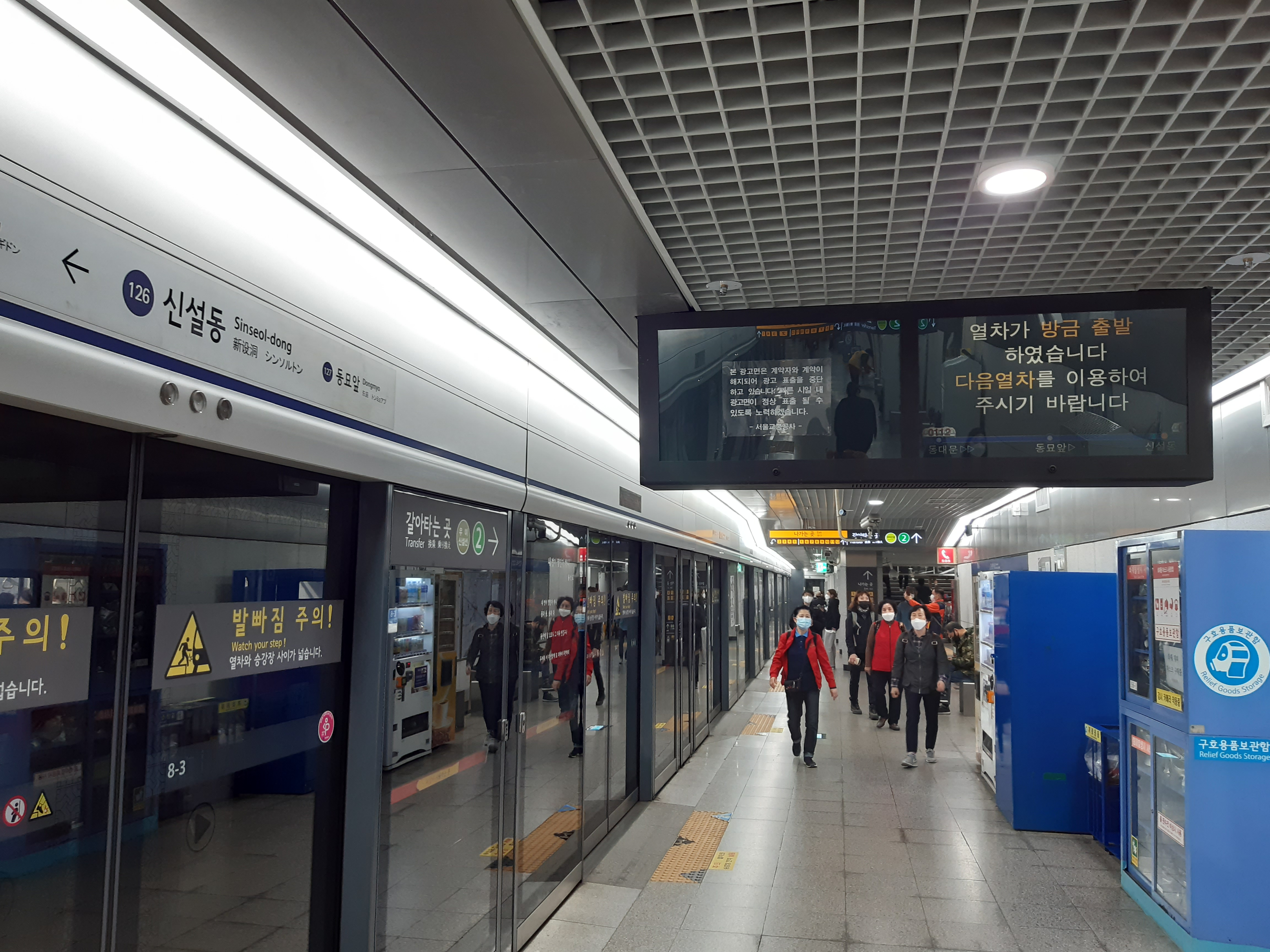
En 2021.

#### Station ligne 2
Sinseol-dong, est une station de correspondance qui dispose d'un quai central équipé de portes palières et est desservie par les rames omnibus circulent sur la ligne 2.

Installations
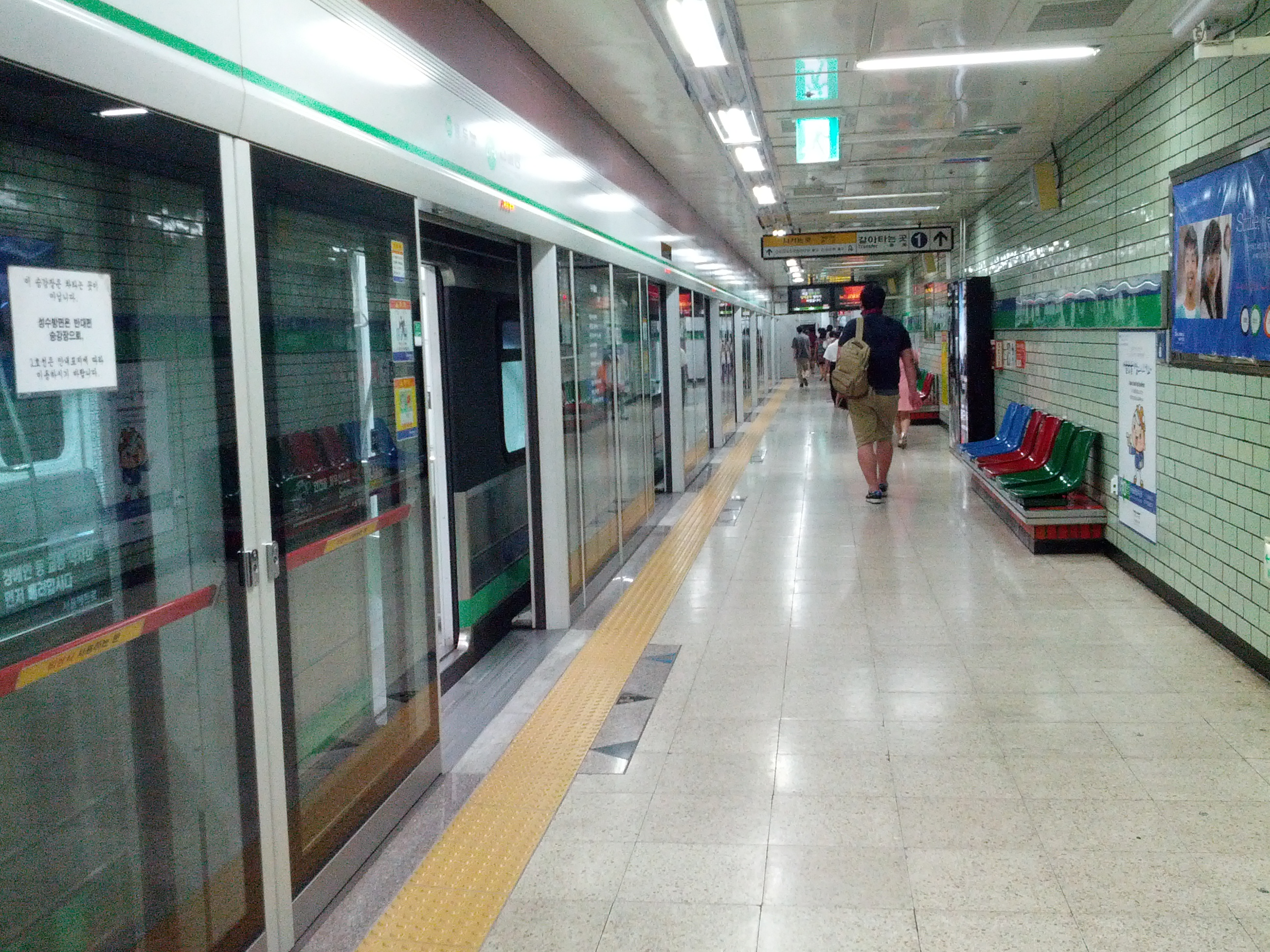
En 2013.
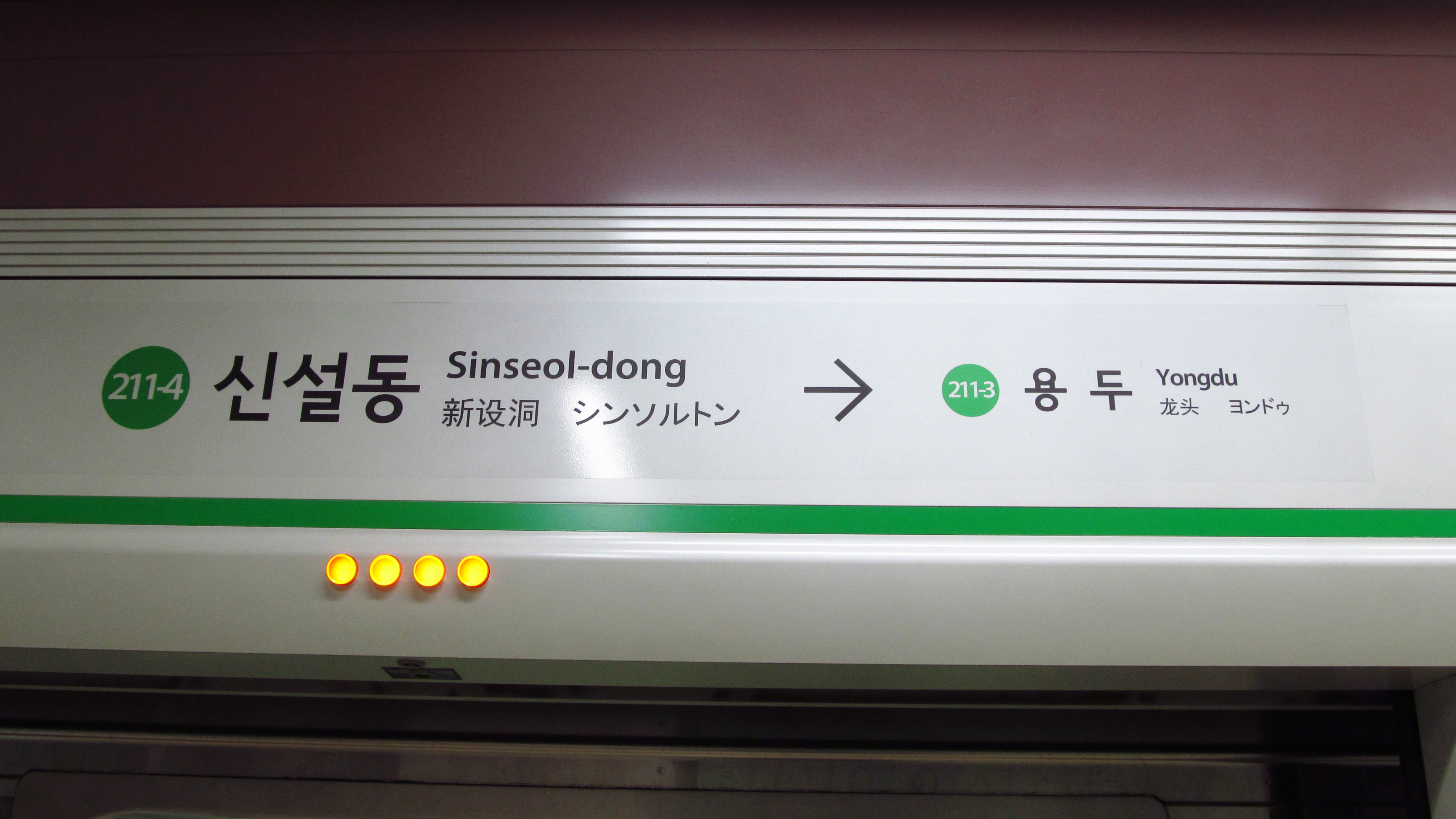
En 2018.
En 2018.

#### Station ligne Ui LRT
Sinseol-dong, est une station de correspondance qui dispose d'un quai central équipé de portes palières et est desservie par les rames automatiques qui circulent sur la ligne Ui LRT.

Installations
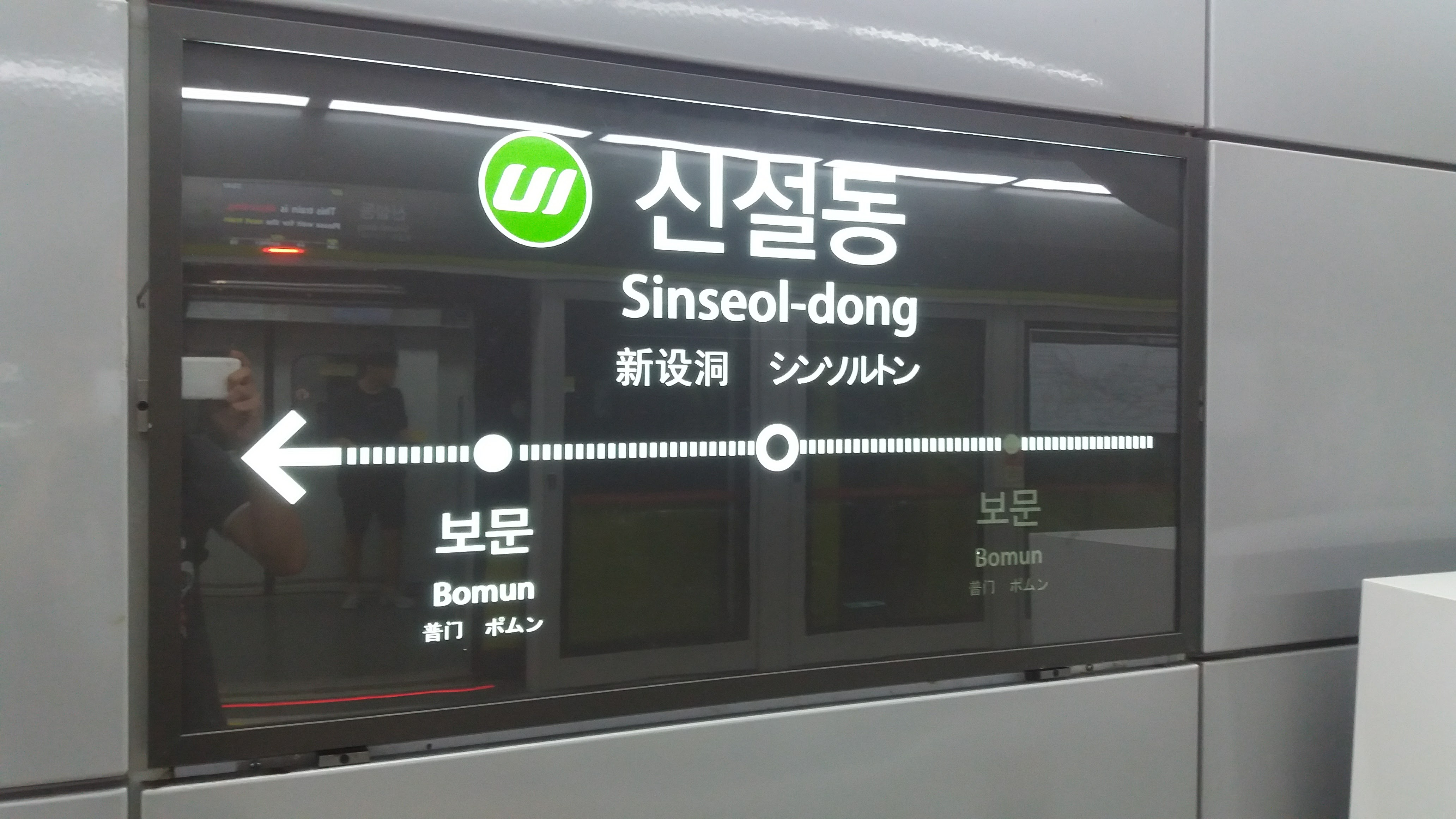
En 2017.
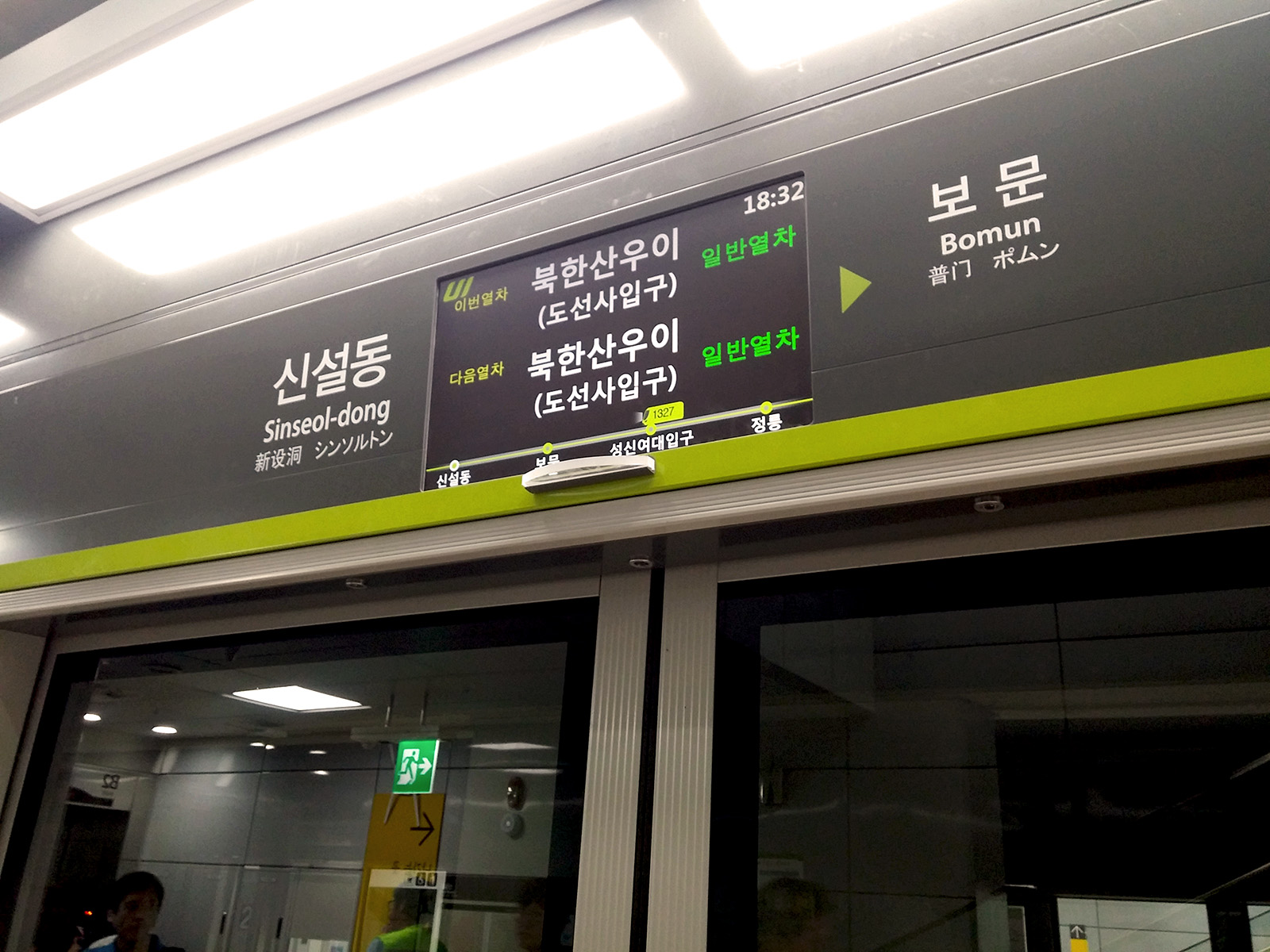
En 2018.

### Intermodalité
Des arrêts de bus sont situés à proximité des accès à la station.

## À proximité
Elle dessert notamment la bibliothèque de Dongdaemun, mais aussi de nombreux établissements scolaires et services.